# Rope Trips Aventuras Radicais
Rope Trips foi a primeira equipe brasileira de Esporte de aventura voltada ao Rope Jumping. Responsáveis pelo desenvolvimento de mais de 30 saltos de Rope Jumping em 8 estados brasileiros, incluindo 3 recordes latino americanos e 3 recordes mundiais (não oficiais), além dos saltos mais altos do Rio Grande do Sul, Paraná, São Paulo (estado), Rio de Janeiro, Minas Gerais, Mato Grosso do Sul e Goiás.

## História
A Rope Trips começou em 2015, idealizada pelo atleta Marco Jota, com o intuito de evoluir o esporte no Brasil e divulgá-lo o máximo possível. Até então o maior salto de Rope Jumping do Brasil era realizado há 50 metros de altura com 20 de queda total, em Mairinque - SP.
Em 2016 realizaram o primeiro salto do Brasil em Prédios, em São Bernardo do Campo - SP, o primeiro salto do Brasil em cachoeiras, em Nova Ponte - MG, o primeiro salto do Brasil em Cânion, em Capitólio (Minas Gerais) e participaram do recorde mundial de pessoas saltando junto em Hortolândia - SP, saltando simultaneamente em 149 pessoas.
Em 2017 quebraram o recorde latino americano de queda livre em Rope Jumping, saltando há 108 metros de altura com mais de 80 metros de queda livre, na pedreira do Dib em Mairiporã - SP. No mesmo ano quebraram o recorde novamente, na cachoeira salto São Francisco, em Guarapuava - PR, saltando há 196 metros de altura, com uma Queda livre de 140 metros e participaram da nova quebra do recorde mundial de pessoas saltando junto, em Hortolândia - SP, saltando em 245 pessoas simultaneamente
Em 2018 quebraram o próprio recorde Latino Americano, na Cachoeira do Tabuleiro, em Conceição do Mato Dentro - MG, saltando há 273 metros de altura com 220 metros de Queda livre
Em 2019 realizaram o Maior Rope Jumping em cachoeiras do Mundo, na Cachoeira do Tabuleiro, saltando há 292 metros de altura com 270 metros de Queda livre. No mesmo ano desenvolveram o Maior Rope Jumping do Rio Grande do Sul, na Cascata do Caracol, em Canela (Rio Grande do Sul), saltando há 130 metros de altura com 101 de Queda livre.
Em 2020 desenvolveram o maior Rope Jumping de Goiás na cidade Baliza (Goiás), saltando há 96 metros de altura na cachoeira Salto Paraguassu.
Em 2022 desenvolveram o maior rope jumping do Mato Grosso do Sul, saltando há 75 metros de altura na cachoeira do rio do peixe, em Rio Negro - MS.
Em 2023 desenvolveram o maior Rope Jumping do Rio de Janeiro, saltando há 425 metros de altura da garganta do céu, na Pedra da Gávea.

## Recordes
Como o Rope Jumping não tem recordes homologados, os recordes descritos são não oficiais, mas reconhecidos mundialmente.
01 - Recorde Mundial Maior Rope Jump em Cachoeira (Novembro 2019, 292 Metros com 270 de Queda Livre) 
02 - Recorde Mundial Maior Número de Pessoas Saltando Juntas (Participação, Outubro 2017, 196 Pessoas) 
03 - Recorde Mundial Maior Número de Pessoas Saltando Juntas (Participação, Maio 2018, 245 Pessoas) 
04 - Recorde Latino Americano de Maior Rope Jump (Agosto 2017, 108 Metros com 80 de Queda Livre)
05 - Recorde Latino Americano de Maior Rope Jump (Novembro 2017, 196 Metros com 140 de Queda Livre) 
06 - Recorde Latino Americano de Maior Rope Jump (Março 2018, 273 Metros com 250 de Queda Livre) 